# Liste der Kulturgüter in Realp
Die Liste der Kulturgüter in Realp enthält alle Objekte in der Gemeinde Realp im Kanton Uri, die gemäss der Haager Konvention zum Schutz von Kulturgut bei bewaffneten Konflikten, dem Bundesgesetz vom 20. Juni 2014 über den Schutz der Kulturgüter bei bewaffneten Konflikten sowie der Verordnung vom 29. Oktober 2014 über den Schutz der Kulturgüter bei bewaffneten Konflikten unter Schutz stehen.
Objekte der Kategorie A sind im Gemeindegebiet nicht ausgewiesen, Objekte der Kategorie B sind vollständig in der Liste enthalten, Objekte der Kategorie C fehlen zurzeit (Stand: 1. Januar 2023).

## Kulturgüter
| Foto |                                                                                  | Objekt                                                | Kat. | Typ | Standort                                     | Beschreibung |
| ---- | -------------------------------------------------------------------------------- | ----------------------------------------------------- | ---- | --- | -------------------------------------------- | ------------ |
| BW   | Datei hochladen · Wikidata zu Frühmittelalterlicher Schlagplatz Biel (Q29890374) | Frühmittelalterlicher Schlagplatz Biel KGS-Nr.: 09686 | B    | F   | Biel 681221 / 160676                         |              |
| ja   | Datei hochladen · Wikidata zu Pfarrkirche Heilig Kreuz im Dorf (Q29890378)       | Pfarrkirche Heilig Kreuz im Dorf KGS-Nr.: 11477       | B    | G   | Kirchweg 1 681458 / 161376                   |              |
| ja   | Datei hochladen · Wikidata zu Florentinihaus im Dorf (Q29890373)                 | Florentinihaus KGS-Nr.: 11479                         | B    | G   | Furkastrasse 65, 65a 681505 / 161372         |              |
| BW   | Datei hochladen · Wikidata zu Schirmhaus in Tiefenbach (Q29890379)               | Schirmhaus KGS-Nr.: 11483                             | B    | G   | Tiefenbach, Furkastrasse 147 678322 / 160714 |              |
| ja   | Datei hochladen · Wikidata zu Hotel Furkablick (Q29890376)                       | Hotel Furkablick KGS-Nr.: 11485                       | B    | G   | Furkastrasse 161.3 674871 / 158427           |              |